# 숀 톰슨
숀 톰프슨(Shawn Thompson, 1951년 9월 1일 ~ )은 캐나다의 영화 감독, 배우, 각본가이다.

## 영화
- 언 인시그니피컨트 맨 (2012년)
- 콜 미 피츠 (2010년)
- 레스 댄 카인드 (2008년)
- 할리퀸 - 디스 매터 오브 메리지 (1998년)
- 샤도우 빌더 (1998년)
- 퓨쳐 피어 (1997년)
- 헤드스 (1994년)
- 길티 (1991년)
- 헤어스프레이 (1988년)
- 성공 전선 이상 없다 (1986년)